# Stationsschiff
Ein Stationsschiff oder Stationär war ein Kriegsschiff, das einer bestimmten Marinestation zugeordnet wurde. Diese konnte in Heimatgewässern, aber auch in internationalen, ausländischen oder kolonialen Seegebieten liegen.
Der Begriff umfasste alle eingesetzten Kriegsschifftypen. Die eingesetzten Schiffe erhielten als Zusatz die Bezeichnung Stations... vor den Schiffstyp gesetzt (z. B. Stationskreuzer). Teilweise handelte es sich um veraltete Einheiten ohne großen Kampfwert, die vor ihrer Außerdienststellung im Stationsdienst verwendet wurden.

## Dänische Marine
In der Königlich Dänischen Marine wurde der Kreuzer Valkyrien als Stationsschiff in Dänisch-Westindien eingesetzt.

## Deutsche Marine
In der deutschen Kaiserlichen Marine wurden darunter solche Schiffe verstanden, die an überseeischen Auslandsstationen beziehungsweise in Kolonien stationiert waren. Ihr Einsatz wurde als Stationsdienst bezeichnet.

## Österreichische Marine
Auch in den Seestreitkräften von Österreich(-Ungarn) gab es Stationsschiffe. So wurde etwa die Korvetta Dandolo 1865 als Stationsschiff nach Mexiko beordert. In Konstantinopel befand sich traditionell ein repräsentatives Stationsschiff der dortigen k.u.k. Botschaft.